# Människa, varför dröja
Människa, varför dröja är en psalmtext av evangelisten i Helgelseförbundet Emil Gustafson. Psalmen har fyra 4-radiga verser och en körtext om två rader mellan första och andra versen.

## Publicerad i
- Ungdomsstjärnan (1906) nr 32 med titeln Hvi dröjer du